# یواس‌اس انتونا (۱۸۶۳)
یواس‌اس انتونا (۱۸۶۳) (به انگلیسی: USS Antona (1863)) یک کشتی بود که طول آن not known بود.